# 스코틀랜드 환상곡
《스코틀랜드 환상곡 내림 마장조 작품번호 46》은 막스 브루흐가 작곡한 바이올린과 오케스트라를 위한 곡이다. 1880년에 완성되었으며, 비르투오조 바이올린 연주자 파블로 데 사라사테에게 헌정되었다. 스코틀랜드 민속 음악에 기반을 둔 4악장의 환상곡으로 "Hey Tuttie Tatie"를 밝게 편곡한 부분이 들어가 있는데, 이 곡은 로버트 번즈가 가사를 붙여 애국가 "Scots Wha Hae"로 편곡한 바 있다. 스코틀랜드의 전통에 찬미를 표하며, 브루흐의 이 곡에서는 바이올린의 반주로 하프가 등장한다. 스코틀랜드 환상곡은 바이올린 협주곡 1번과 콜 니드라이와 더불어 오늘날에도 널리 들을 수 있는 브루흐의 유명한 작품이다. 

## 악장
1. 도입, 그라베, 아다지오 칸타빌레 (Grave, Adagio cantabile)
2. 스케르초, 알레그로 (Scherzo; Allegro)
3. 안단테 소스테누토 (Andante sostenuto)
4. 피날레, 알레그로 구에리에로 (Finale; Allegro guerriero)

## 악기 편성
- 독주 바이올린
- 목관악기: 플루트 2, 오보에 2, 클라리넷 2, 바순 2
- 금관악기: 호른 4, 트럼펫 2, 트롬본 3, 튜바
- 타악기: 팀파니, 큰북, 받침대에 매달아 쓰는(Suspended) 심벌즈 (트라이앵글 치는 사람이 같이 연주)
- 현악기: 하프, 현악 5부